# Bambusratten

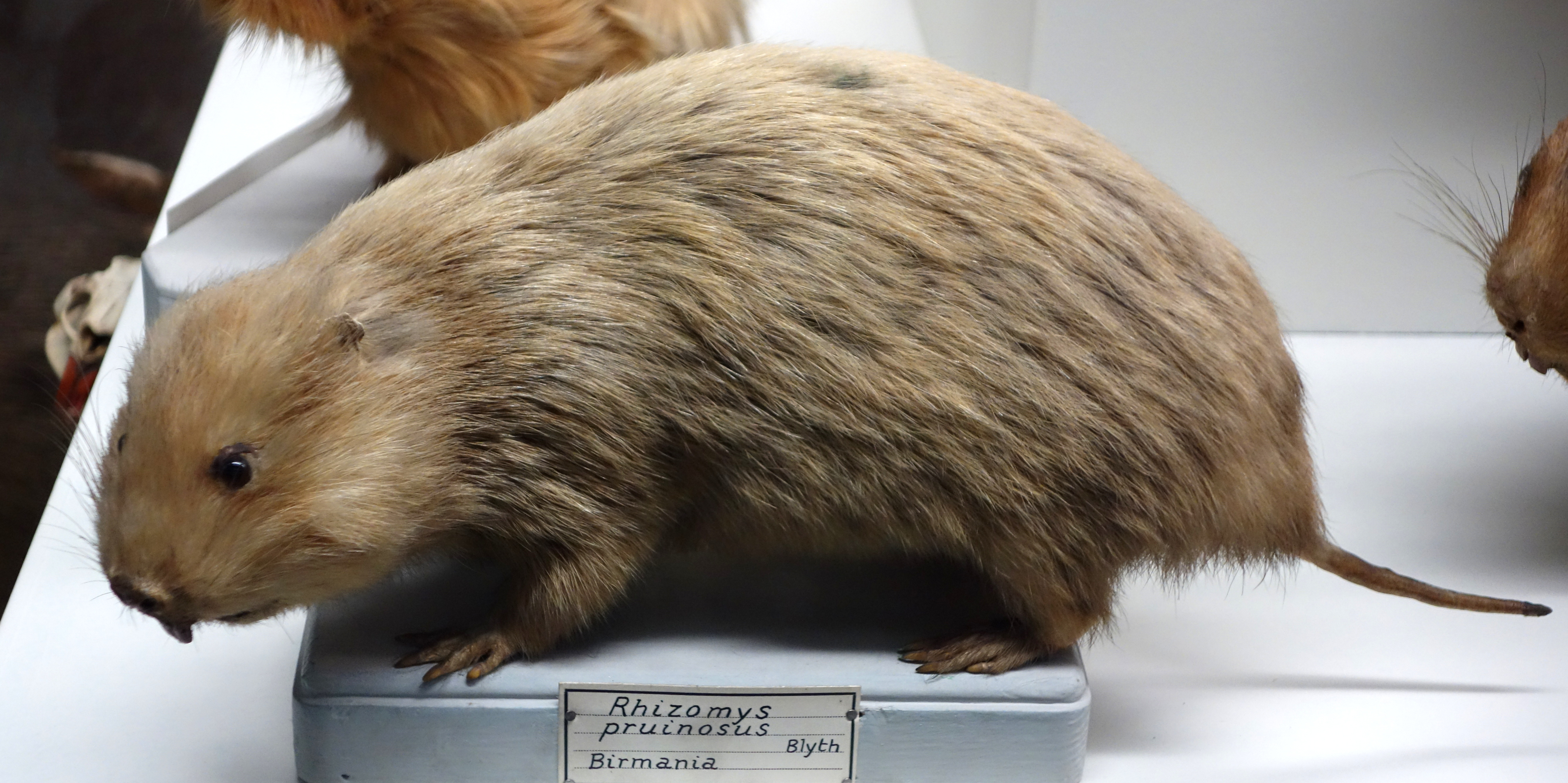
Graue Bambusratte (Rhizomys pruinosus, ausgestopftes Exemplar)

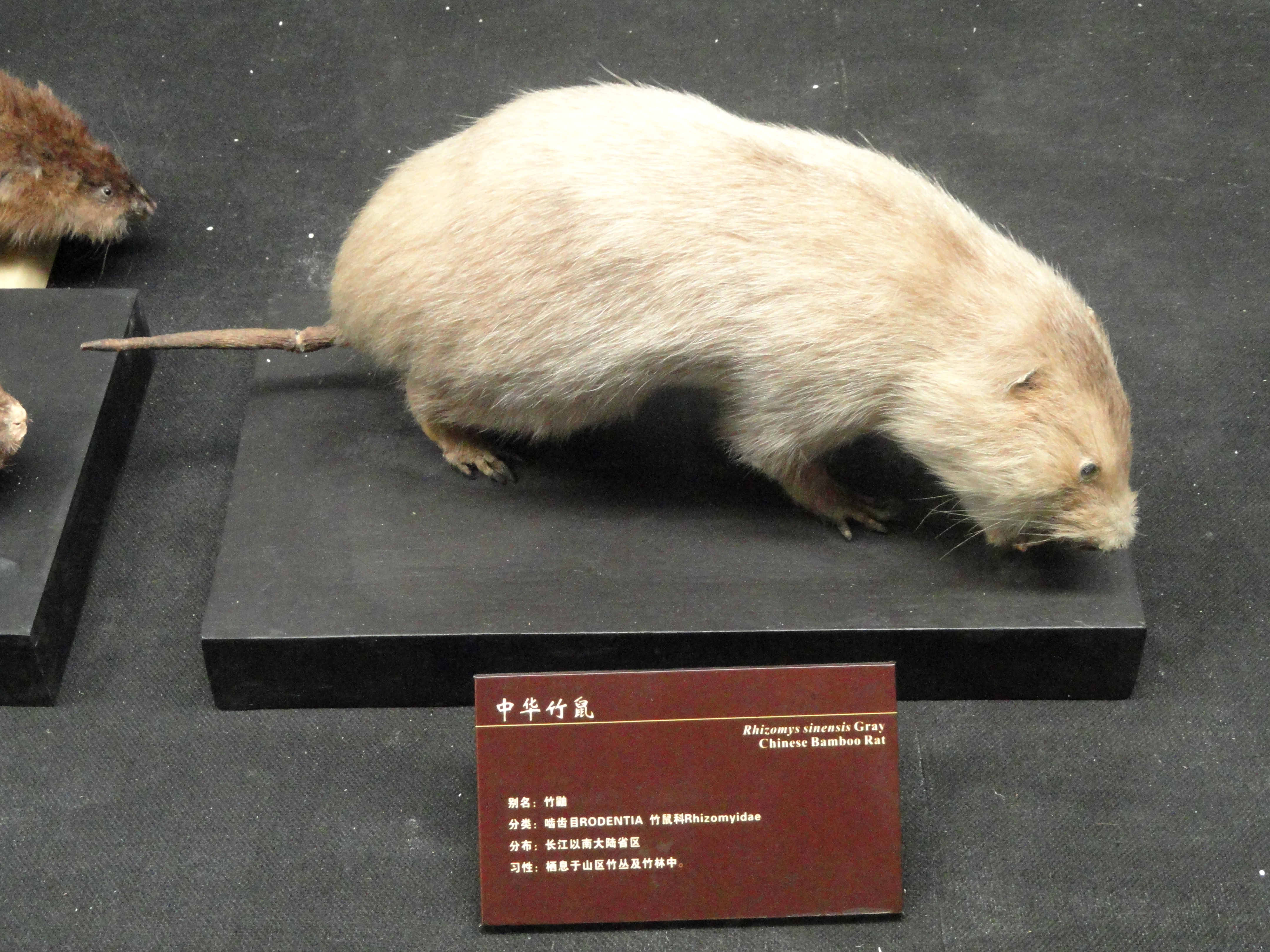
Chinesische Bambusratte (Rhizomys sinensis, ausgestopftes Exemplar)

Bambusratten (Rhizomys) sind eine Gattung von Nagetieren, die zur Familie Spalacidae zählen und in Südostasien vorkommen.
Es gibt drei Arten:
- Die Graue Bambusratte (Rhizomys pruinosus) bewohnt ein Gebiet zwischen Assam, der südwestlichen Volksrepublik China und der Malaiischen Halbinsel.
- Die Chinesische Bambusratte (Rhizomys sinensis) kommt im zentralen und südlichen China sowie im Norden von Myanmar und Vietnam vor.
- Die Große Bambusratte (Rhizomys sumatrensis) wird von der chinesischen Provinz Yunnan südwärts bis nach Myanmar, Thailand, die Malaiische Halbinsel und Sumatra angetroffen.

## Kennzeichen
Bambusratten sind mit einer Kopf-Rumpf-Länge von 23 bis 48 cm, einer Schwanzlänge von 5 bis 20 cm und einem Gewicht von 1 bis 4 kg vergleichsweise große Nagetiere. Das Fell ist in kalten Regionen weich und in heißen Gebieten rau. Seine Farbe an der Oberseite ist eine Mischung aus grau mit braunen oder rosa Tönen. Die Unterseite erscheint allgemein heller. Bambusratten ähneln im Körperbau den amerikanischen Taschenratten (Geomyidae), ihnen fehlen jedoch die Backentaschen. Sie sind kräftig mit kurzen Beinen und nacktem Schwanz. Die Zehen tragen Krallen.

## Lebensweise
Diese Nagetiere halten sich im dichten Bambusgestrüpp in Regionen zwischen 1.200 und 4.000 Meter Meereshöhe auf. Sie graben einfache Tunnel mit Hilfe ihrer Pfoten und Schneidezähne. Wie der Name vermuten lässt, fressen Bambusratten hauptsächlich Wurzeln von Bambuspflanzen. In der Nacht nehmen sie auch oberirdische Bambusteile zu sich. Als Beikost dienen Gras sowie Früchte und Samen anderer Pflanzen.
Das Fortpflanzungsverhalten wurde nur in Nordvietnam untersucht. Dort gibt es zwei Paarungszeiten zwischen Februar und April sowie August bis Oktober. Nach einer Trächtigkeit von mindestens 22 Tagen werden drei bis fünf Junge geboren. Bei der Geburt im unterirdischen Bau sind die Jungtiere nackt und blind. Sie bekommen ihre ersten Haare am Ende der zweiten Lebenswoche und öffnen zu Beginn der vierten Woche ihre Augen. Nach etwa einem Monat beginnen sie mit fester Nahrung und nach etwa drei Monaten werden sie nicht mehr gesäugt. Die Lebenserwartung kann vier Jahre betragen.

## Status
Bambusratten werden wegen ihres Fleisches gejagt, in begrenzten Gebieten intensiv. Eine weitere Gefahr stellt die Umweltzerstörung dar. Lokal werden sie von Bauern als Schadtiere bekämpft. Die IUCN listet alle drei Arten als nicht gefährdet (Least Concern).